# Marichen Nielsen
Marichen Johanne Nielsen, född 18 februari 1921 i Åbenrå, död 8 april 2014 i Åbyhøj, var en dansk kvinnorättskämpe, arbetsförmedlare och socialdemokratisk politiker. Hon var folketingsledamot 1971–1973 och ledamot av Europaparlamentet 1972–1973.
Marichen Nielsen var dotter till muraren W. Flade (1890–1966) och politikern Erna, f. Blumstok (1894–1960). Modern var socialdemokratisk ledamot i Åbenrås stadsfullmäktige och fackligt engagerad. Marichen Nielsen tog realexamen från Åbenrå Statsskole 1938 och fick sedan utbildning och arbete som bankassistent på Handelsbanken. Hon slutade 1943 för att bli förbundsinstruktör på De Unges Idræt (DUI). Hon gifte sig med redaktören Kristian Nielsen 1947 och har tre barn med honom. Efter att hon flyttade med sin familj till Aarhus 1952 blev hon ledare för ett studieförbund och en aftonskola som var underställda det socialdemokratiska kvinnoförbundet. Hon anställdes av Socialdemokratiet som ”resesekreterare” 1962, med uppgift att organisera och stödja partiets lokala kvinnoförbund i landet. Mycket av arbetet gick åt till att organisera landets hemmafruar i politiskt arbete. Hon lämnade detta arbete 1967 och två år senare beslutade partiet att lägga ned alla kvinnoförbunden. Hon var därefter arbetsförmedlare i Aarhus.
Nielsen var mångårig styrelseledamot och sekreterare av Åbyhøjs socialdemokratiska förbund. Hon blev invald i Folketinget 1971 och efter folkomröstningen om danskt EG-medlemskap 1972 utsågs hon av den socialdemokratiska partigruppen till europaparlamentariker. Hon var då den enda och första kvinnliga representanten från Danmark. Hon förlorade detta mandat 1973 i samband med att hon förlorade sitt mandat i Folketinget samma år. Hon var dock ledamot av Europeiska ekonomiska och sociala kommittén (1974–1986) som representant för Arbejderbevægelsens Erhvervsråd, samt konsult på Aarhus kommun (1976–1986).